# Cam Akers
Cam Akers (* 22. Juni 1999 in Jackson, Mississippi) ist ein US-amerikanischer American-Football-Spieler auf der Position des Runningbacks. Er spielte zuletzt für die Minnesota Vikings in der National Football League (NFL). Von 2020 bis 2023 spielte Akers für die Los Angeles Rams, mit denen er den Super Bowl LVI gewann. Zwischenzeitlich stand er auch bei den Houston Texans unter Vertrag.

## College
Akers spielte drei Jahre lang College Football an der Florida State University. In seiner ersten Saison am College (2017) erlief er für sein Team knapp über 1000 Yards und erzielte 7 Touchdowns als Läufer und einen weiteren als Passempfänger. In seiner zweiten College-Saison konnte Akers nicht an seine Zahlen im Vorjahr anknüpfen und konnte lediglich 706 Yards erlaufen. Allerdings konnte er wie bereits im Vorjahr erneut insgesamt 8 Touchdowns für seine Universität erzielen. 2019, in seinem dritten und letzten Jahr am College, konnte Akers mit insgesamt 18 Touchdowns auf sich aufmerksam machen. Hierbei erzielte er 14 der 18 Touchdowns als Läufer und weitere vier fing er. Außerdem stellte er mit 1144 Yards eine neue persönliche Bestmarke auf.

## NFL

### 2020
Akers wurde bei dem NFL Draft 2020 von den Los Angeles Rams in der zweiten Runde an 52. Stelle ausgewählt. Akers war nach Clyde Edwards-Helaire, D’Andre Swift und Jonathan Taylor der vierte Runningback, der 2020 gedraftet wurde. Die Rams wählten Akers mit ihrem ersten Auswahlrecht im 2020er Draft, ihren Erstrundenpick hatten sie in einem Trade mit den Jacksonville Jaguars für Jalen Ramsey abgegeben. Akers wurde von den Rams geholt, um die Entlassung von Todd Gurley, zusammen mit den bereits im Kader etablierten Runningbacks Malcolm Brown und Darrell Henderson, zu kompensieren. Sein Debüt feierte Akers in seiner Rookie-Saison in der ersten Woche direkt als Starter gegen die Dallas Cowboys, hierbei konnte in 14 Läufen allerdings lediglich 39 Yards Raumgewinn für sein Franchise erzielen. Bereits in seinem zweiten Spiel seiner Profikarriere zog er sich eine leichte Verletzung zu und verpasste daher die Wochen 3 und 4 der regulären Saison. Nachdem Akers in Woche 5 sein Comeback feierte, war er in den beiden darauffolgenden Spielen zwar im Kader, durfte allerdings insgesamt nur bei 4 Snaps auf dem Feld stehen und erhielt nicht einmal den Ball. Nach einem schwachen Start in seine erste Profisaison schaffte Akers bei dem Spiel gegen die San Francisco 49ers in Woche 12 seinen ersten NFL-Touchdown. Vor dem Touchdown erlief Akers mit einem Lauf 61 Yards Raumgewinn, dies war der längste Lauf eines Rams-Spielers, seitdem Sean McVay 2017 die Position des Head Coach bei den Rams übernommen hatte. Nur eine Woche später konnte Akers einen weiteren Touchdown für die Rams erzielen. Eine Woche später, in Woche 14 der regulären Saison gegen die New England Patriots, war Akers erstmals nach Woche 2 wieder der Starting-Runningback seines Teams. Akers rechtfertigte seinen Einsatz als Starter und lief in dem Spiel gegen die Patriots für einen Raumgewinn von 171 Yards. Bis dato war dies der größte Raumgewinn über das Laufspiel eines Rookies in der Saison 2020, am letzten Spieltag der regulären Saison konnte der Rookie-Runningback der Indianapolis Colts, Jonathan Taylor, mit 253 Yards Raumgewinn noch an Akers vorbeiziehen. Für seine Leistungen in dem Spiel wurde Akers zum Offensivspieler der Woche der NFC gewählt, dies gelang mit Ryan Fitzpatrick zuletzt 2005 einem Rookie der Rams. Nach dem Spiel gegen die Patriots gab es eine Woche später einen kleinen Rückschlag für Akers sowie die Rams. Man verlor das Spiel gegen die New York Jets, die bis dahin alle 13 Spiele zuvor verloren hatten. Außerdem zog sich Akers eine leichte Verletzung zu und verpasste dadurch das Spiel gegen die Seattle Seahawks, einen Konkurrenten der eigenen Division (NFC West).
Im letzten Spiel der regulären Saison, gegen die Arizona Cardinals, konnte Akers wieder spielen und mit seinen Rams durch den Sieg gegen die Cardinals die NFL Play-offs erreichen. Insgesamt beendete Akers seine Rookie-Spielzeit in der NFL mit 625 erlaufenen Yards, 3 Touchdowns sowie 123 Yards Raumgewinn als Passempfänger. Damit beendete Akers die reguläre Saison als erfolgreichster Runningback der Rams gemessen an Yards-Raumgewinn durch den Lauf, jedoch hatte Henderson mit 624 Yards Raumgewinn lediglich einen Yard weniger erlaufen. Nachdem er das letzte Spiel gegen die Seahawks in der regulären Saison aufgrund einer Verletzung verpasst hatte, war Akers für das Play-off-Spiel gegen die Seahawks in der Wildcard-Round (1. Runde) einsatzbereit und wurde als Starting-Runningback eingesetzt. Die Rams konnten die Seahawks mit 30-20 besiegen und zogen damit in die Divisional-Round ein. Akers war hierbei ein wichtiger Faktor für die Offensive und steuerte 131 Rushing-Yards, 45 Receiving-Yards sowie einen Touchdown zum Sieg bei. Akers war damit der erste Rookie in der Geschichte der Rams, der in einem Spiel der Play-offs mehr als 100 Yards Raumgewinn erlief.

### 2021
Im Juli 2021 zog Akers sich im Training einen Achillessehnenriss zu und verpasste damit einen großen Teil der Regular Season. In der Saison 2021 gewann Akers mit den LA Rams den Super Bowl LVI.

### 2023
Am 21. September 2023 gaben die Rams Akers per Trade an die Minnesota Vikings ab. Dabei tauschten sie späte Picks im NFL Draft 2026. In sechs Spielen für die Vikings erlief er als Nummer-zwei-Runningback neben Alexander Mattison 138 Yards und einen Touchdown. Am neunten Spieltag riss Akers sich bei der Partie gegen die Atlanta Falcons die linke Achillessehne und fiel damit für den Rest der Saison aus.

### 2024
Am 22. Juli 2024 nahmen die Houston Texans Akers unter Vertrag. Am 15. Oktober 2024 einigten sich die Texans mit den Vikings auf einen Trade von Akers für einen Austausch von Sechst- und Siebtrundenpicks 2026.